# Municipio de Norvell
El municipio de Norvell (en inglés: Norvell Township) es un municipio ubicado en el condado de Jackson en el estado estadounidense de Míchigan. En el año 2010 tenía una población de 2963 habitantes y una densidad poblacional de 35,57 personas por km².

## Geografía
El municipio de Norvell se encuentra ubicado en las coordenadas 42°7′46″N 84°9′46″O / 42.12944, -84.16278. Según la Oficina del Censo de los Estados Unidos, el municipio tiene una superficie total de 83.31 km², de la cual 76,49 km² corresponden a tierra firme y (8,19 %) 6,82 km² es agua.

## Demografía
Según el censo de 2010, había 2963 personas residiendo en el municipio de Norvell. La densidad de población era de 35,57 hab./km². De los 2963 habitantes, el municipio de Norvell estaba compuesto por el 97,13 % blancos, el 0,47 % eran afroamericanos, el 0,3 % eran amerindios, el 0,24 % eran asiáticos, el 0,78 % eran de otras razas y el 1,08 % eran de una mezcla de razas. Del total de la población el 2,02 % eran hispanos o latinos de cualquier raza.